# William Smith O’Brien (Politiker, 1803)
William Smith O’Brien (irisch Liam Mac Gabhann Ó Briain; * 17. Oktober 1803 in Newmarket-on-Fergus, County Clare, Irland; † 18. Juni 1864 in Bangor) war ein irischer nationalistischer Politiker. 

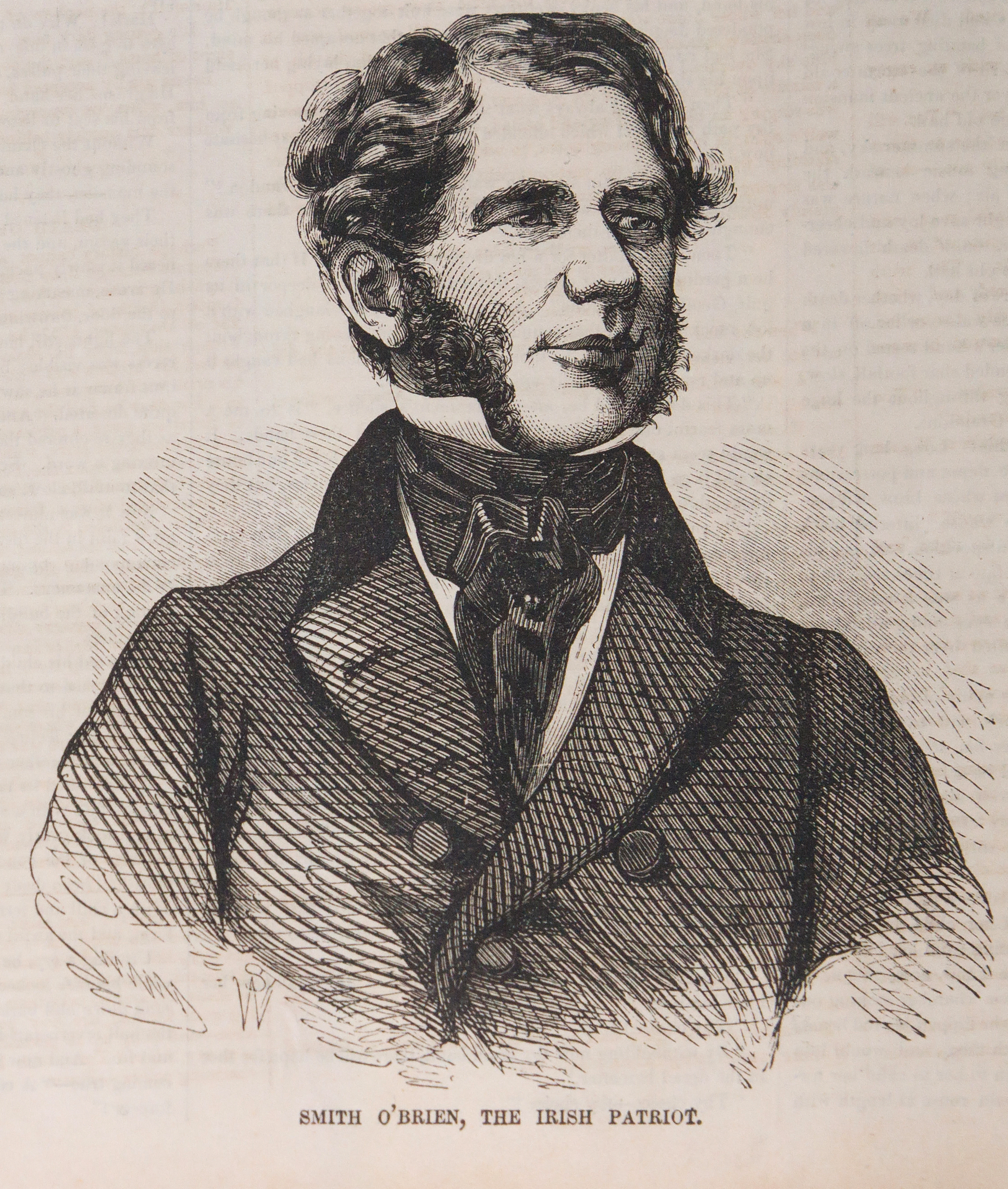
William Smith O’Brien

## Leben
Der vom 1014 verstorbenen irischen König Brian Boru abstammende William O’Brien war ein Sohn von Sir Edward O’Brien und seiner Ehefrau Charlotte. Seine gediegene Ausbildung erhielt er in der Harrow School und am Trinity College (Cambridge). Er erbte die in Cahermoyle (auch Cahirmoyle geschrieben, irisch: Caher Maothail) bei Ardagh in der Grafschaft Limerick gelegenen Güter seines Großvaters mütterlicherseits. Daraufhin nahm er zusätzlich den Mädchennamen seiner Mutter, Smith, an.
Von 1828 bis 1831 saß O’Brien für Ennis im Unterhaus, in das er sodann erneut 1835, diesmal für die irische Grafschaft Limerick, gewählt wurde, welchen Posten er bis 1848 behielt. Obwohl er sich 1828 für die Katholikenemanzipation aussprach, wich er in anderen Punkten viele Jahre lang von der allgemeinen Politik Daniel O’Connells ab. Dennoch schloss er sich, nachdem er bezüglich seiner politischen Ansichten anfangs Tory, später Whig gewesen war, 1843 O’Connells Repeal Association an. Als Hauptvertreter der Partei des Jungen Irland, die auch mittels Gewalt die irische Unabhängigkeit zu erreichen strebte, welches Ziel O’Connell nur auf gesetzlichem Weg zu erlangen suchte, trat O’Brien später aber aus Enttäuschung auch O’Connell schroff entgegen. Im April 1846 verweigerte er den Eintritt in eine Eisenbahnkommission, weil diese nur englische Interessen vertrete und er, als irischer Vertreter, nicht verpflichtet sei, daran teilzunehmen. Er wurde deshalb 25 Tage lang, während derer die Kommission ihre Arbeit erledigte, inhaftiert. Im Juli 1846 verließ er mit seiner Partei des Jungen Irland die Repeal Association und gründete im Januar 1847 mit Thomas Francis Meagher die Irish Confederation.
Nach O’Connells Tod (15. Mai 1847) wurde der Einfluss O’Briens und seiner Gesinnungsgenossen vorherrschend. Zwar riet er vorerst noch von übereilten Schritten ab und veröffentlichte in seiner Schrift Reproductive employment (Dublin 1847) Ansichten über die Maßregeln, die zur Beseitigung der materiellen Leiden Irlands getroffen werden müssten. Nach der französischen Februarrevolution 1848 hielt er aber die Zeit für reif, entscheidende Schritte zur Befreiung Irlands zu unternehmen. Obwohl er von der provisorischen Regierung in Paris die erbetene Hilfe nicht erhielt, berief er einen Nationalkonvent von 300 Mitgliedern nach Dublin, der indessen von der Regierung verboten wurde. Ein gegen O’Brien im Mai 1848 angestrengter Prozess musste wegen Uneinigkeit der Jury aufgegeben werden. 
Als sich jedoch bewaffnete Gruppen bildeten, erließ das Parlament Haftbefehl gegen O’Brien und andere Häupter des Jungen Irland. Die von O’Brien gesammelte Schar wurde am 29. Juli 1848 nach einem fehlgeschlagenen Angriff auf ein Polizeikontingent nahe Ballingarry in die Flucht gejagt, O’Brien selbst am 5. August ergriffen und am 9. Oktober von der Jury in Clonmel als Hochverräter zum Tod verurteilt, aber von der Regierung zu lebenslanger Deportation begnadigt. Da O’Brien der Regierung das Recht einer solchen Begnadigung bestritt und ein bestimmtes Gesetz für diesen Fall nicht vorlag, so wurde im Oberhaus von Lord Campell und im Unterhaus von G. Gray eine Bill eingebracht, der Regierung die Macht zu geben, zum Tode verurteilte Hochverräter zu lebenslanger Deportation zu begnadigen, und nach der Annahme der Bill im Juni 1849 in beiden Häusern wurde O’Brien im Juli 1849 nach Van-Diemens-Land (das heutige Tasmanien) transportiert.
Ein von O’Brien im Herbst 1851 unternommener Fluchtversuch misslang ebenso wie 1852 der Versuch seiner Freunde in Irland, Petitionen zu seiner Begnadigung an die Königin Victoria zustande zu bringen. Doch im Februar 1854 erhielt er zunächst seine Freiheit unter der Bedingung, dass er nicht mehr nach Irland zurückkehren werde. Er wohnte nun in Brüssel. Im Mai 1856 erlangte er schließlich seine vollständige Begnadigung, woraufhin er im Juli 1856 nach Irland heimkehrte. Im gleichen Jahr vollendete er das Werk Principles of Government, or Meditations in Exile. Er spielte aber keine politische Rolle mehr.
O’Brien, der fünf Söhne und zwei Töchter hatte, starb am 18. Juni 1864 im Alter von 60 Jahren in Bangor in Nordwales. Sein älterer Bruder Lucius O’Brien, 13. Baron Inchiquin war für die Grafschaft Clare Parlamentsabgeordneter.